# Kajmakčalan
Le Kajmakčalan (en macédonien : Кајмакчалан) ou Kaimaktsalan (en grec moderne : Καϊμακτσαλάν) est un sommet ultra-proéminent à la frontière entre la Grèce et la Macédoine du Nord. Avec une altitude de 2 528 mètres et une hauteur de culminance de 1 758 mètres, il est le plus méridional et le plus haut d'une région connue en grec en tant que montagnes Voras et en macédonien en tant que Nidže. C'est le troisième plus haut sommet de Grèce après le mont Olympe et le cinquième plus haut de Macédoine du Nord.

## Toponymie
Le mot « Kajmakčalan » vient du turc osmanli et tire son origine de son sommet enneigé : kaymakçalan signifie « batteur à kajmak ».

## Géologie
Le sommet est constitué de granite et de gneiss à mica.

## Bataille de Kajmakčalan

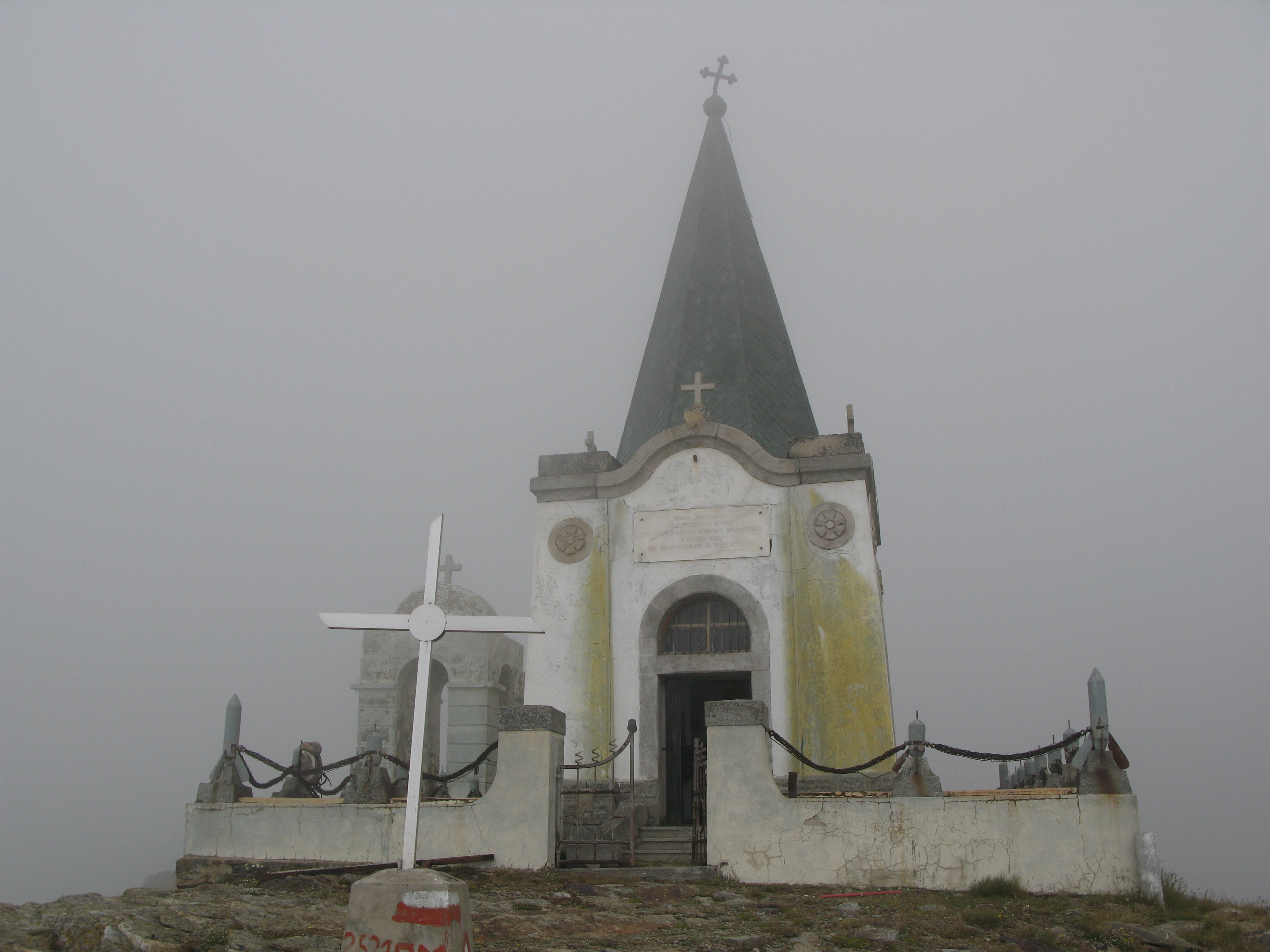
Chapelle orthodoxe serbe, au sommet de Kajmakčalan.

Pendant la Première Guerre mondiale, en septembre 1916, la bataille de Kajmakčalan se déroula sur le Kajmakčalan. Ce sommet était un point important du front de Macédoine durant la Grande Guerre, d'où en 1918 les troupes franco-serbes lancèrent une grande offensive qui força la Bulgarie à capituler. Après quoi, le front des Balkans s'effondra, l'Autriche-Hongrie et l'Empire ottoman (dont la liaison ferroviaire avec les ressources allemandes étaient coupées) capitulèrent aussi. Aujourd'hui on voit encore des restes de cette bataille : ossements, obus, grenades, bunkers et tranchées.
Une chapelle orthodoxe serbe est dédiée aux soldats tombés au pic Kajmakčalan ; à une quarantaine de mètres en contrebas de la chapelle se trouve un ossuaire où sont recueillis les ossements trouvés dans la montagne.

## Domaine skiable
Une station de ski a été aménagée en 1994 sur les pentes du mont Voras (2 524 m). Elle offre un dénivelé maximal de 440 m. Depuis 2005, des enneigeurs ont été installés sur une partie du domaine.
Le sommet de la montagne est atteignable aussi par dameuse, toutes les heures les weekends et en périodes de vacances.
Depuis le sommet du domaine, une vue est permise sur le golfe Thermaïque, le mont Olympe, le lac Vegoritida, et aussi la station voisine de 3-5 Pigadia.